# Chrám svatých apoštolů Petra a Pavla (Minsk)
Chrám svatých apoštolů Petra a Pavla (bělorusky Сабор Святых апосталаў Пятра і Паўла, rusky Собор Святых Апостолов Петра и Павла) je pravoslavný chrám v běloruském hlavním městě Minsk.

## Historie
Chrám byl budován v letech 1612 až 1620 jako kostel mužského pravoslavného kláštera v Minsku. Postaven je v barokním architektonickém stylu. Později byl obnoven a rekonstruován z darů císařovny Kateřiny II. A na její počest byl v roce 1795 zasvěcený sv. Kateřině. Poté se stal katedrálním chrámem Minska. V roce 1933 byl z rozhodnutí sovětských komunistů zavřen. Bohoslužby se opět konaly během německé správy v letech 1941 až 1944. Po válce byl církvi opět odebrán a přeměněn na muzeum literatury a umění.

### Současnost
V roce 1991 se v chrámu opět konají pravoslavné bohoslužby a byl pravoslavné církvi vrácen. Chrám byl prohlášen za památník architektury celorepublikového významu. U chrámu existují dvě společenství. První nese název na počest tří vilenských mučedníků (založené v roce 1992). Druhým je bratrství studentů - mediků na počest Sv. Nikolaje divotvůrce.

## Galerie

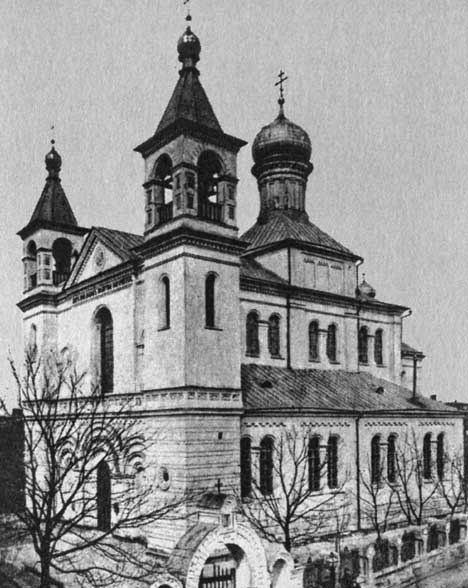
Chrám po přestavbě v druhé polovině 19. století
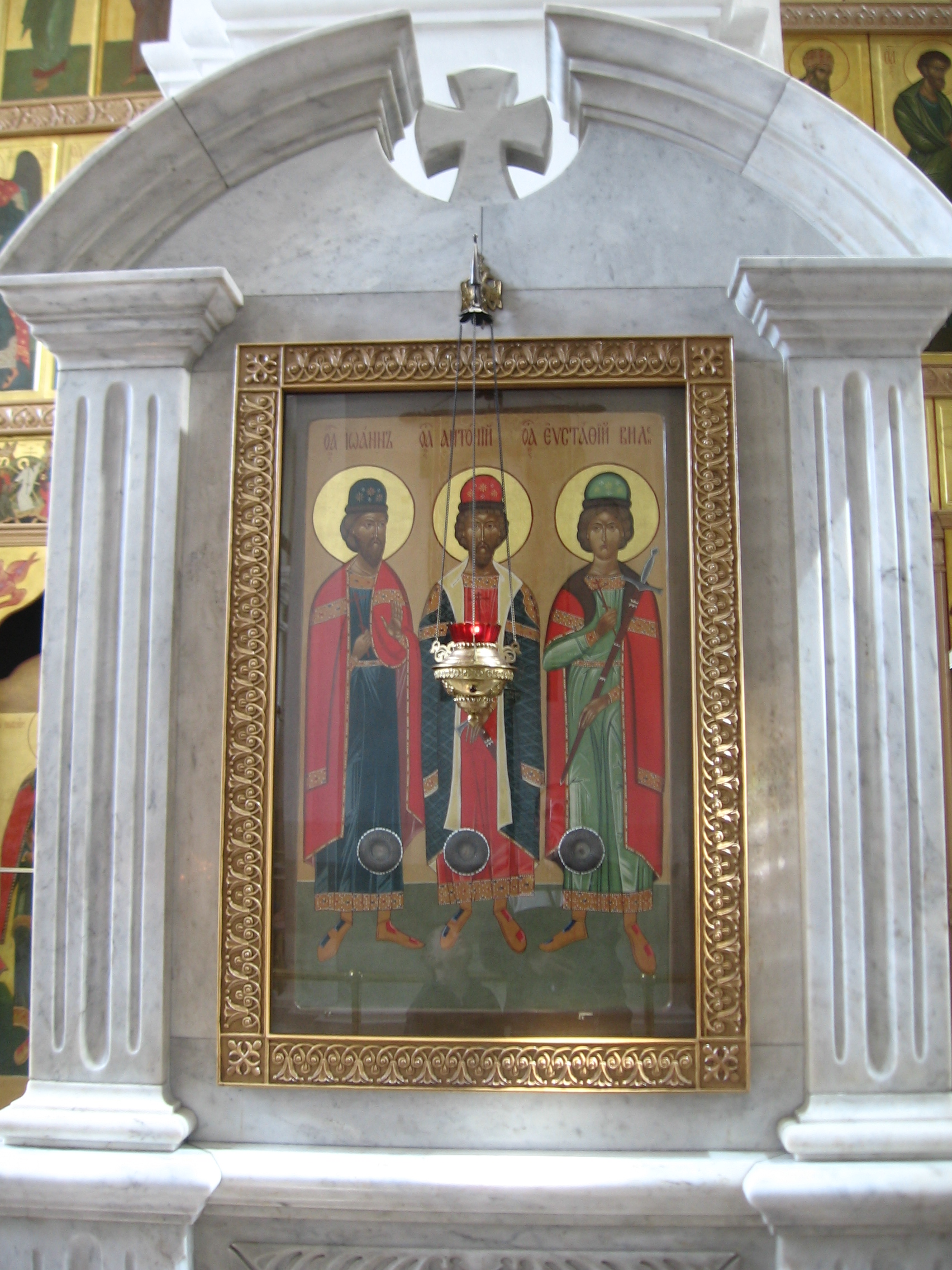
Ikona vilenských mučedníků v chrámě.